# Liubîmivka, Krînîcikî
Liubîmivka (în ucraineană Любимівка) este un sat în comuna Semenivka din raionul Krînîcikî, regiunea Dnipropetrovsk, Ucraina.

## Demografie
Componența lingvistică a localității Liubîmivka
     Ucraineană (85,71%)
     Rusă (14,29%)
Conform recensământului din 2001, majoritatea populației localității Liubîmivka era vorbitoare de ucraineană (85,71%), existând în minoritate și vorbitori de rusă (14,29%).